# タトゥー・エロティカ

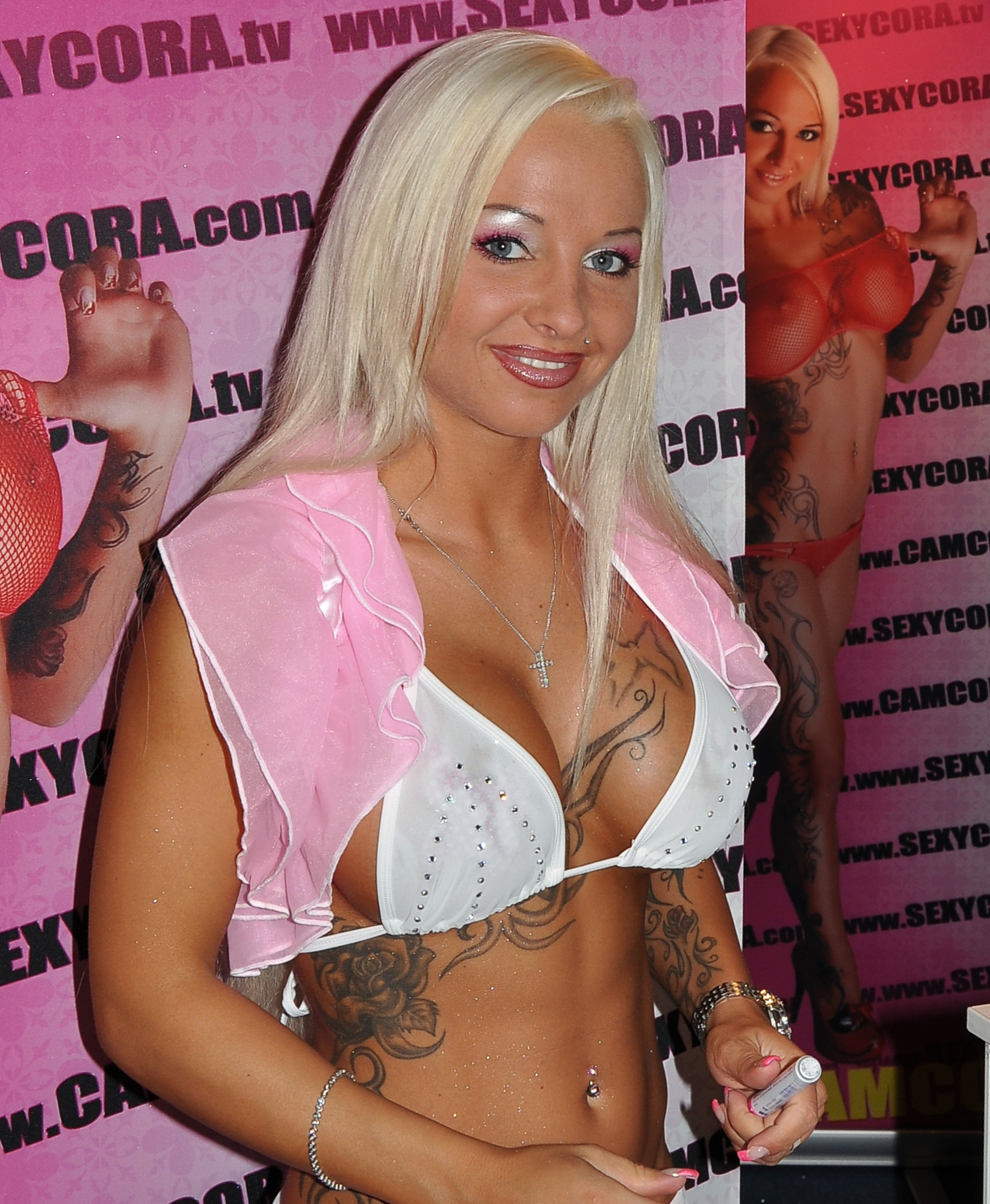
第5号でモデルを務めたセクシー・コーラ（英語版）

タトゥー・エロティカ(Tattoo Erotica)は、ドイツのライフスタイル雑誌(兼エロ本)。タトゥーとエロスを専門とする。マンハイム(Mannheim, Baden-Württemberg Deutschland)に所在するHuber Verlag GmbH & Co. KGより隔月で発行される。公称部数48000部。

## 概要
タトゥーを持つ女性のヌード写真はこの雑誌の売りである。登場したモデルは｢ErotiCat｣の称号が授与される。著名人によるルポルタージュや論説、ライフスタイルやタトゥーに関する旬の話題を扱ったコラムも掲載する。
毎年の企画として｢ErotiCat des Jahres」を選ぶ。投票はタトゥー・エロティカの公式サイトで行う。ErotiCatたちのオムニバス写真集を出版したこともある。 
姉妹誌のTätowierMagazin誌と共催でタトゥーモデルのミスコン｢Tattoo Starlet｣を開催する。

## Tattoo Starlet 実績
毎年3月にライプツィヒで開催されるTattoo-Expo in Leipzigの一環でもある。ここでは、過去何回かの結果を簡単に記す。
第1回。2013年12月、参加申し込み受付開始、200名が応募。10名がライプツィヒの決勝に進出。2014年3月1日、女優のJess Danielsが優勝。
第2回。2015年3月1日、応募者200名の中からMiss von Kが優勝。
第3回。2016年3月、ファッションコンサルタントのSara Surprisinkが優勝。
第4回。2017年3月4日、歯科助手のAnnitothekaが優勝。
第5回。2018年3月3日、モデルのBine.Bが優勝。

## ErotiCat des Jahres 実績
ある年のErotiCatについて翌年に投票を行う。わかる範囲で結果を簡単に記す。
Jess Daniels、ErotiCat des Jahres 2014に選ばれる。
Vanessa Louis、ErotiCat des Jahres 2015に選ばれる。

## その他
第5号にセクシー・コーラ(英語版)が登場(2007年)。